# Молитва (фильм)
Молитва (фр. La prière) — французский драматический фильм 2018 года, снятый режиссёром Седриком Каном.
Фильм принимал участие в конкурсной программе 68-го Берлинского международного кинофестиваля, где исполнитель главной роли Антони Бажон получил «Серебряного медведя» за «лучшую мужскую роль».

## Сюжет
Чтобы избавиться от наркотической зависимости, 22-летний Тома присоединяется к изолированному в горах сообществу, объединяющему бывших наркоманов, которые выздоравливают благодаря молитве и работе. Там Тома открывает для себя дружбу, порядок, любовь и веру.